# Elecciones locales en Santa Rosa de Osos de 2015
Las Elecciones locales en Santa Rosa de Osos de 2015, se llevaron a cabo el 25 de octubre de 2015 en el municipio de Santa Rosa de Osos. En dichas elecciones, los santarrosanos eligieron los siguientes cargos para un periodo de cuatro años contados a partir del 1° de enero de 2016:
- Alcalde municipal de Santa Rosa de Osos.
- Gobernador de Antioquia.
- 13 miembros del Concejo municipal de Santa Rosa de Osos.
- 26 Diputados de la Asamblea de Antioquia.

## Legislación
Por derecho constitucional, los ciudadanos luego de la mayoría de edad que no sean miembros de la fuerza pública, que no estén en interdicción o que no estén condenados, pueden ejercer su derecho al voto.
Para ser elegido alcalde es necesario ser un ciudadano mayor de edad,  haber nacido en el municipio o haber vivido mínimo un año antes de la inscripción en el.  Ningún funcionario público puede participar en ningún tipo de propaganda a favor o en contra de ningún candidato o ejercer algún tipo de presión.
Tanto en Santa Rosa de Osos como el resto del país, el organismo encargado de organizar las elecciones es la Registraduría Nacional del Estado Civil y el encargado de hacerles veeduría es el Consejo Nacional Electoral

### Puestos de votación
Electoralmente Santa Rosa de Osos se divide en 12 puestos de votación.
- 2 al norte de la ciudad:  La Normal Superior Pedro Justo Berrío y la terminal de transporte, que acogen también a todas las veredas del centro-oriente del municipio, así como al caserío Malambo.
- 2 al sur de la ciudad: El Coliseo Antonio Roldán Betancourt y la escuela Instituto del Carmen que acogen también a las todas veredas centro-occidentales del municipio, al centro poblado La Granja y al caserío La Cabuya.
- 2 en el norte del municipio: 1 en el corregimiento Aragón que acoge a todas sus veredas y el otro en el Centro Poblado El Chaquiro que acoge también al caserío La Piedra-Berrío.
- 1 en el centro del municipio: En el corregimiento Hoyorrico que acoge a todas sus veredas incluyendo loscaseríos de La Cejita y La Cabaña.
- 4 en el sur del municipio: 1 en el corregimiento Riogrande y 1 en el corregimiento San Isidro que acogen a sus veredas respectivas. 1 en el corregimiento San Pablo que incluye también a sus veredas y al caserío La Clara; y 1 en el centro poblado El Caney que incluye a sus veredas y al caserío Puente Gabino.
- 1 en la cárcel del circuito.

## Candidatos a la Alcaldía
Para el mando del Edificio Berrío y  suceder al alcalde Francisco Jair Palacio Lopera, las siguientes personas se inscribieron como candidatos ante la registraduría:  
- María del Carmen Roldán Arango por el Movimiento Alternativo Indígena y Social. Resultó la ganadora
- Marta Cecilia Ramírez Orrego por el Partido Conservador Colombiano
- Carlos Alberto Posada Zapata por el Centro Democrático.
- Jesús Emiro del Río Lopera por el partido liberal
- Un candidato revocado por el Partido de la U, que había gobernado.

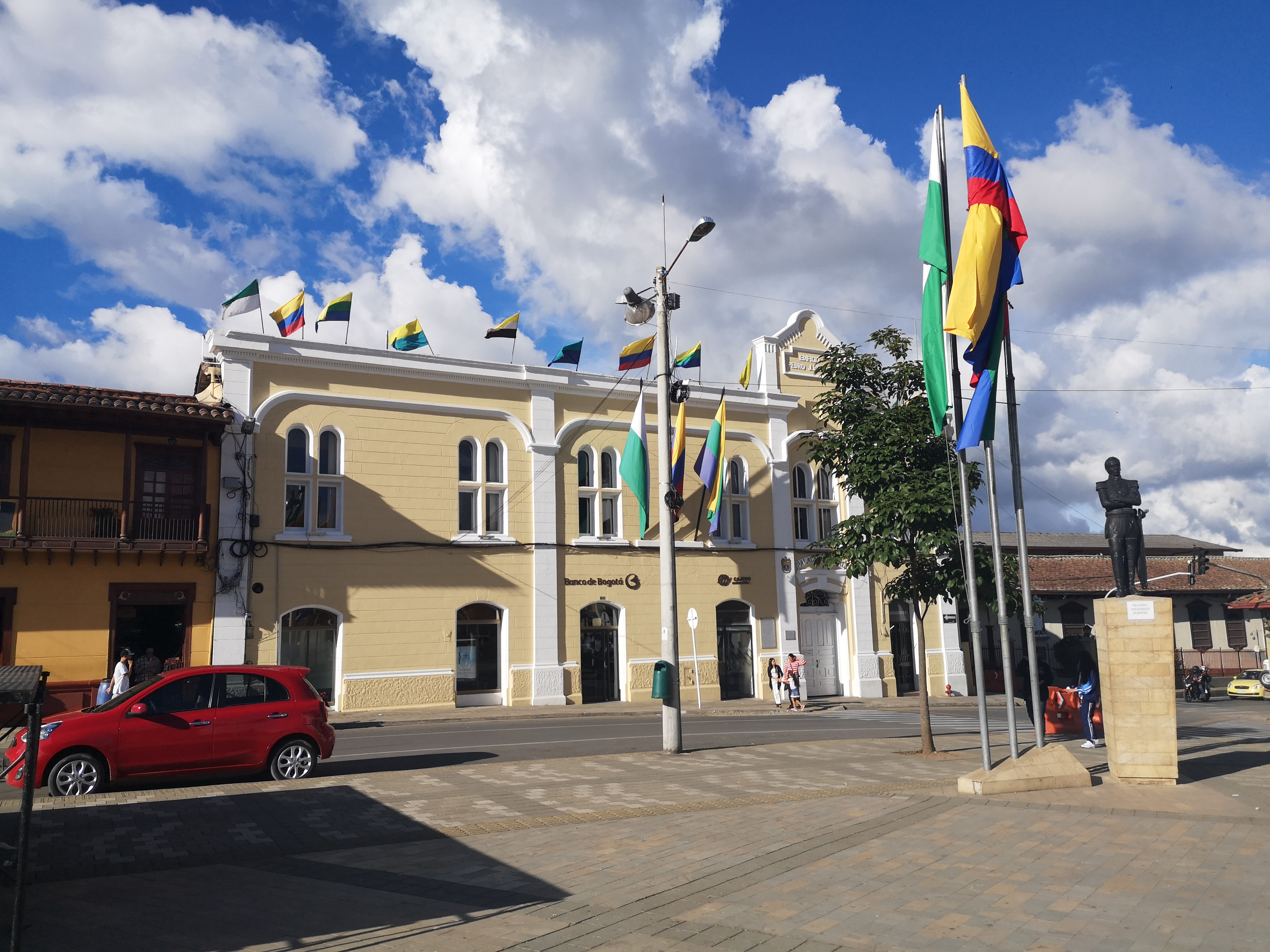
El Edificio Berrío es el palacio municipal de Santa Rosa de Osos, epicentro del poder político, sede de la alcaldía, el concejo y demás dependencias municipales

### Resultados

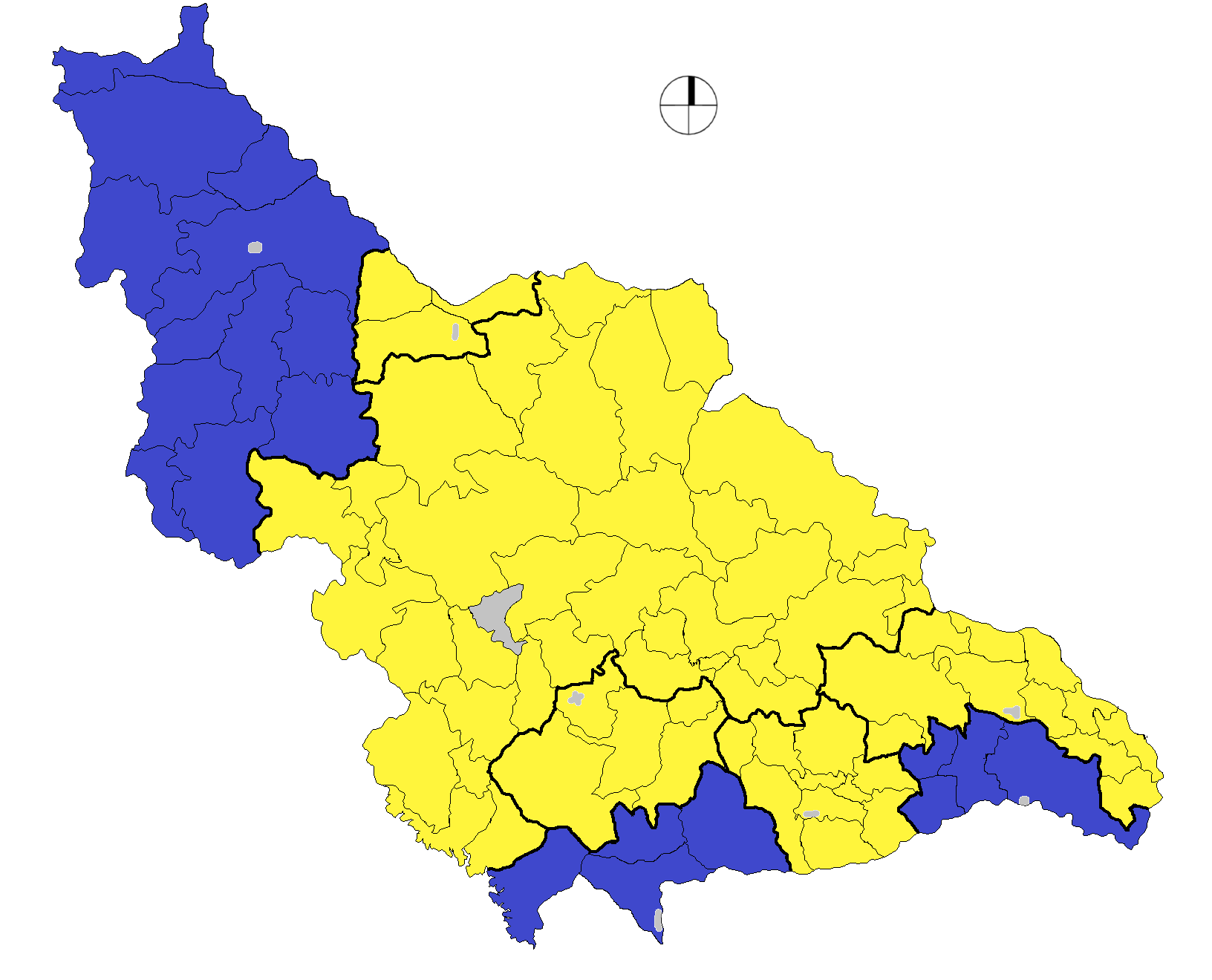
Mapa electoral 2015

|                           | Candidato a la Alcaldía        | Partido o movimiento                            | Votos | (%)   |
| ------------------------- | ------------------------------ | ----------------------------------------------- | ----- | ----- |
|                           | Maria del Carmen Roldán Arango | Movimiento Alternativo Indígena y Social (MAIS) | 7279  | 48,74 |
|                           | Marta Cecilia Ramirez Orrego   | Partido Conservador Colombiano                  | 4533  | 30,35 |
|                           | Carlos Alberto Posada Zapata   | Centro Democrático                              | 2203  | 14,75 |
|                           | Jesús Emiro del Río Lopera     | Partido Liberal                                 | 244   | 1,63  |
|                           | Candidato revocado             | Partido de la U                                 | 24    | 0,16  |
| Votos en blanco           | Votos en blanco                | Votos en blanco                                 | 651   | 4,03  |
| Votos nulos               | Votos nulos                    | Votos nulos                                     | 574   | 3,55  |
| Tarjetas no marcadas      | Tarjetas no marcadas           | Tarjetas no marcadas                            | 622   | 3,85  |
| Total de votos escrutados | Total de votos escrutados      | Total de votos escrutados                       | 16130 | 63,66 |

#### Puestos de Votación
| NORTE DE LA CIUDAD Y VEREDAS CENTRO ORIENTALES---------------------------------------------------------------------------                                                                           |      |     |     |    |    |  |
| I.E.Normal Superior PJB | 1523 | 967 | 481 | 73 | 2  |  |
| Terminal de transporte | 1220 | 896 | 427 | 43 | 13 |  |
| SUR DE LA CIUDAD Y VEREDAS CENTRO OCCIDENTALES---------------------------------------------------------------------------                                                                           |      |     |     |    |    |  |
| Coliseo Antonio Roldán Betancourt |      |     |     |    |    |  |
| Escuela Instituto del Carmen |      |     |     |    |    |  |
| Cárcel----------------------- | 10   | 16  | 4   | 0  | 0  |  |
| VEREDAS DEL NORTE DEL MUNICIPIO------------------------------------------------------------------------------------------------------------------------------------------------------------------   |      |     |     |    |    |  |
| Corregimiento Aragón | 201  | 245 | 18  | 4  | 0  |  |
| Pueblo El Chaquiro | 155  | 39  | 13  | 0  | 0  |  |
| VEREDAS DEL CENTRO DEL MUNICIPIO----------------------------------------------------------------------------------------------------------------------------------------------------------------    |      |     |     |    |    |  |
| Corregimiento Hoyorrico | 190  | 114 | 30  | 2  | 0  |  |
| VEREDAS DEL SUR DEL MUNICIPIO---------------------------------------------------------------------------------------------------------------------------------------------------------------------- |      |     |     |    |    |  |
| Corregimiento Riogrande | 35   | 49  | 3   | 2  | 0  |  |
| Corregimiento San Isidro | 489  | 89  | 22  | 3  | 0  |  |
| Corregimiento San Pablo | 392  | 132 | 30  | 1  | 0  |  |
| Pueblo El Caney | 58   | 86  | 42  | 1  | 0  |  |
| Fuente: Registraduría |      |     |     |    |    |  |

## Concejo Municipal
la votación para la conformación del Concejo Municipal arrojó los siguientes resultados:
| Partido                        | Tipo¹                | Candidato más votado                   | Votos | %     | Curules |
| ------------------------------ | -------------------- | -------------------------------------- | ----- | ----- | ------- |
| Partido Conservador Colombiano | Preferente           | Orley Enrique Rojas Mira               | 4 477 | 31,79 | 5 (-1)  |
| Partido de la U                | Preferente           | John Fredy Álvarez Espinosa            | 3 724 | 26,45 | 4       |
| Alianza Social Independiente   | Preferente           | Héctor Fabio Lopera Lopera             | 1 802 | 12,79 | 2 (-1)  |
| Cambio Radical                 | Preferente           | Mauricio Barrientos Osorio             | 1 082 | 7,68  | 1 (+1)  |
| Centro Democrático             | No Preferente        | -                                      | 797   | 5,66  | 1 (+1)  |
| Alianza Verde                  | Preferente           | Hildebrando de Jesús Monsalve Gonzáles | 653   | 4,63  | 0       |
| Partido Liberal                | Preferente           | Javier de Jesús Marín Pérez            | 475   | 3,37  | 0       |
| Votos blancos                  | Votos blancos        |                                        | 1 069 | 6,64  | 6,64    |
| Votos nulos                    | Votos nulos          |                                        | 1 087 | 6,75  | 6,75    |
| Tarjetas no marcadas           | Tarjetas no marcadas |                                        | 920   | 5,76  | 5,76    |

     Partidos que no superaron el umbral

### Concejales electos
| Partido                        | Concejal                                  | Votación | Porcentaje |
| ------------------------------ | ----------------------------------------- | -------- | ---------- |
| Partido Conservador Colombiano | Orley Enrique Rojas Mira                  | 519      | 3,68       |
| Partido Conservador Colombiano | Jhon Jaime Álvarez Lopera                 | 460      | 3,26       |
| Partido Conservador Colombiano | Nora de las Misercordias Medina Jaramillo | 460      | 3,26       |
| Partido Conservador Colombiano | Charlie Quintero Ruiz                     | 441      | 3,13       |
| Partido Conservador Colombiano | Diego Alberto Espinosa Taborda            | 428      | 3,03       |
| Partido de la U                | John Fredy Álvarez Espinosa               | 534      | 3,79       |
| Partido de la U                | Luis Octavio Yepes Roldán                 | 524      | 3,72       |
| Partido de la U                | Sandra Milena Pérez Restrepo              | 475      | 3,37       |
| Partido de la U                | Oscar Mario Balbín Pérez                  | 355      | 2,52       |
| Alianza Social Independiente   | Héctor Fabio Lopera Lopera                | 337      | 2,39       |
| Alianza Social Independiente   | Nelson Andrés Vélez Lopera                | 283      | 2,01       |
| Cambio Radical                 | Mauricio Barrientos Osorio                | 277      | 1,96       |
| Centro Democrático             | Mónica Yuleny Mora Salazar                | -        | -          |

## Gobernación de Antioquia
|  | 43,10 % |

|  | 28,62 % |

|  | 16,77 % |

|  | 1,11 % |

|  | 0,89 % |

## Asamblea Departamental
la votación para la Asamblea Departamental de Antioquia en Santa Rosa de Osos arrojó los siguientes resultados:
|  | 21,61 % |

|  | 16,15 % |

|  | 12,78 % |

|  | 11,37 % |

|  | 6,77 % |

|  | 3,87 % |

|  | 3,10 % |

|  | 3,00 % |

|  | 1,59 % |

|  | 0.62 % |

|  | 0.26 % |

|  | 14,63 % |

|  | 6,80 % |

|  | 15,47 % |

|  | 62,21 % |

- Partidos que no superaron el umbral